# Balanyi Bibiána
Balanyi Bibiána (Pápa, 1972. szeptember 17. –) szak- és műfordító, a Mensa HungarIQa Egyesület tagja 1994 óta, összesen csaknem tíz évig annak elnöke volt. 2015 júniusától két évre a nemzetközi Mensa szervezet elnökévé választották. IQ-eredményével az emberek legmagasabb 1%-ába tartozik.
Nagykovácsin él, férje ugyancsak tagja a Mensa HungarIQa Egyesületnek, alkalmazott grafikusként dolgozik.
Balanyi Béla unokája, Pap Ildikó antropológus lánya.
Műfordítóként Bruce Chatwin ausztrál író The Songlines című könyvét ültette át magyarra Álomösvény címmel, és jelentette meg magánkiadásban (2010).

## Életpályája
Budapesten nőtt fel. Az Eötvös József Gimnáziumban érettségizett 1991-ben, majd a pécsi egyetemen diplomázott 1997-ben német–angol szakon.  1994-ben lett a Mensa HungarIQa tagja, majd az 1997–2003 és a 2006–2008 közötti időszakokban annak elnöke is volt. 2009-től négy éven át a nemzetközi Mensa fejlesztési igazgatója volt. Ez a poszt civil önkéntes tevékenység, irányítási feladatokkal. A nemzetközi elnöki posztért folytatott kampányában a fiatalok számára vonzóbb szervezetet, a kulturális különbségek jobb megértését és megújuló honlapot szorgalmazott. A Mensa megalakulása óta ő a nemzetközi Mensa harmadik női vezetője, és egyúttal a valaha volt legfiatalabb elnöke, kitöltötte a maximális 2 elnöki ciklust.